# Wuyishan (köpinghuvudort i Kina, Jiangxi Sheng, lat 28,00, long 117,81)
Wuyishan (kinesiska: 武夷山) är en köpinghuvudort i Kina. Den ligger i provinsen Jiangxi, i den sydöstra delen av landet, omkring 200 kilometer öster om provinshuvudstaden Nanchang. Antalet invånare är 23 169. Befolkningen består av 11 036 kvinnor och 12 133 män. Barn under 15 år utgör 21,0 %, vuxna 15-64 år 70 %, och äldre över 65 år 7,0 %.
Runt Wuyishan är det ganska tätbefolkat, med 72 invånare per kvadratkilometer. Wuyishan är det största samhället i trakten. I omgivningarna runt Wuyishan växer i huvudsak blandskog.
Genomsnittlig årsnederbörd är 2 698 millimeter. Den regnigaste månaden är juni, med i genomsnitt 463 mm nederbörd, och den torraste är oktober, med 32 mm nederbörd.